# Marcaissonne
Die Marcaissonne ist ein Fluss im südfranzösischen Département Haute-Garonne in der Region Okzitanien. Sie entspringt an der Gemeindegrenze von Beauville und Toutens, entwässert generell in nordwestlicher Richtung und mündet nach rund 27 Kilometern am südöstlichen Stadtrand von Toulouse (im Stadtteil Montaudran) als rechter Nebenfluss in den Hers-Mort.

## Orte am Fluss
- Toutens
- Mourvilles-Basses
- Odars
- Auzielle
- Lauzerville
- Saint-Orens-de-Gameville
- Toulouse